# Tulare (Dakota del Sud)
Tulare és una població dels Estats Units a l'estat de Dakota del Sud. Segons el cens del 2000 tenia 221 habitants.

## Demografia
Segons el cens del 2000, Tulare tenia 221 habitants, 100 habitatges, i 60 famílies. La densitat de població era de 328,2 habitants per km².
Dels 100 habitatges en un 27% hi vivien nens de menys de 18 anys, en un 49% hi vivien parelles casades, en un 10% dones solteres, i en un 40% no eren unitats familiars. En el 37% dels habitatges hi vivien persones soles el 16% de les quals corresponia a persones de 65 anys o més que vivien soles. El nombre mitjà de persones vivint en cada habitatge era de 2,21 i el nombre mitjà de persones que vivien en cada família era de 2,93.
Per edats la població es repartia de la següent manera: un 24,9% tenia menys de 18 anys, un 6,8% entre 18 i 24, un 23,1% entre 25 i 44, un 24% de 45 a 60 i un 21,3% 65 anys o més.
L'edat mediana era de 43 anys. Per cada 100 dones de 18 o més anys hi havia 90,8 homes.
La renda mediana per habitatge era de 25.313 $ i la renda mediana per família de 33.750 $. Els homes tenien una renda mediana de 23.500 $ mentre que les dones 20.893 $. La renda per capita de la població era de 18.303 $. Entorn del 12,7% de les famílies i el 18,1% de la població estaven per davall del llindar de pobresa.

## Poblacions més properes
El següent diagrama mostra les poblacions més properes.